# Ecuador az 1988. évi nyári olimpiai játékokon
Ecuador a dél-koreai Szöulban megrendezett 1988. évi nyári olimpiai játékok egyik részt vevő nemzete volt. Az országot az olimpián 6 sportágban 13 sportoló képviselte, akik érmet nem szereztek.

## Atlétika
Férfi
| Versenyző    | Versenyszám | Előfutam | Előfutam | Előfutam | Döntő    | Döntő    |
| Versenyző    | Versenyszám | Idő      | Hely.    | Össz.    | Idő      | Helyezés |
| ------------ | ----------- | -------- | -------- | -------- | -------- | -------- |
| Rolando Vera | 10 000 m    | 28:17,88 | 9.       | 10.      | 28:17,64 | 15.      |

| Versenyző      | Versenyszám | Selejtező                     | Selejtező | Döntő    | Döntő    |
| Versenyző      | Versenyszám | Eredmény                      | Helyezés  | Eredmény | Helyezés |
| -------------- | ----------- | ----------------------------- | --------- | -------- | -------- |
| José Quiñaliza | Hármasugrás | 15,86 m (holtverseny) 15,57 m | 25.       | kiesett  | kiesett  |

| Versenyző       | Versenyszám | 100 m | 100 m | Távolugrás | Távolugrás | Súlylökés | Súlylökés | Magasugrás | Magasugrás | 400 m      | 400 m      | 110 m gát  | 110 m gát  | Diszkoszvetés | Diszkoszvetés | Rúdugrás   | Rúdugrás   | Gerelyhajítás | Gerelyhajítás | 1500 m     | 1500 m     | Végeredmény   | Végeredmény   |
| Versenyző       | Versenyszám | Idő   | Pont  | Eredmény   | Pont       | Eredmény  | Pont      | Eredmény   | Pont       | Idő        | Pont       | Idő        | Pont       | Eredmény      | Pont          | Eredmény   | Pont       | Eredmény      | Pont          | Idő        | Pont       | Pont          | Helyezés      |
| --------------- | ----------- | ----- | ----- | ---------- | ---------- | --------- | --------- | ---------- | ---------- | ---------- | ---------- | ---------- | ---------- | ------------- | ------------- | ---------- | ---------- | ------------- | ------------- | ---------- | ---------- | ------------- | ------------- |
| Fidel Solórzano | Tízpróba    | 11,01 | 858   | 679 cm     | 764        | 11,76 m   | 592       | 188 cm     | 696        | nem indult | nem indult | nem indult | nem indult | nem indult    | nem indult    | nem indult | nem indult | nem indult    | nem indult    | nem indult | nem indult | nem ért célba | nem ért célba |

Női
| Versenyző        | Versenyszám | Előfutam | Előfutam | Előfutam | Negyeddöntő | Negyeddöntő | Negyeddöntő | Elődöntő | Elődöntő | Elődöntő | Döntő   | Döntő    |
| Versenyző        | Versenyszám | Idő      | Hely.    | Össz.    | Idő         | Hely.       | Össz.       | Idő      | Hely.    | Össz.    | Idő     | Helyezés |
| ---------------- | ----------- | -------- | -------- | -------- | ----------- | ----------- | ----------- | -------- | -------- | -------- | ------- | -------- |
| Liliana Chalá    | 400 m       | 53,74    | 4.       | 31.      | 53,83       | 7.          | 29.         | kiesett  | kiesett  | kiesett  | kiesett | kiesett  |
| Liliana Chalá    | 400 m gát   | 57,15    | 5.       | 23.      |             |             |             | kiesett  | kiesett  | kiesett  | kiesett | kiesett  |
| Nancy Vallecilla | 100 m gát   | 13,97    | 5.       | 28.      | kiesett     | kiesett     | kiesett     | kiesett  | kiesett  | kiesett  | kiesett | kiesett  |

## Kerékpározás

### Pálya-kerékpározás
Sprintversenyek
| Versenyző         | Versenyszám  | Selejtező | Selejtező | 1. forduló                                       | 1. forduló | Vigaszág                                                              | Vigaszág | 2. forduló             | 2. forduló | Vigaszág             | Vigaszág | Negyeddöntő          | 5–8. helyért           | 5–8. helyért | Elődöntő             | Döntő                | Helyezés |
| Versenyző         | Versenyszám  | Idő       | Hely.     | Ellenfelek Győztes idő                           | Hely.      | Ellenfelek Győztes idő                                                | Hely.    | Ellenfelek Győztes idő | Hely.      | Ellenfél Győztes idő | Hely.    | Ellenfél Győztes idő | Ellenfelek Győztes idő | Hely.        | Ellenfél Győztes idő | Ellenfél Győztes idő | Helyezés |
| ----------------- | ------------ | --------- | --------- | ------------------------------------------------ | ---------- | --------------------------------------------------------------------- | -------- | ---------------------- | ---------- | -------------------- | -------- | -------------------- | ---------------------- | ------------ | -------------------- | -------------------- | -------- |
| Nelson Mario Pons | Férfi egyéni | 11,339    | 18.       | Gary Neiwand (AUS) · Gustavo Faris (ARG) · 11,19 | 2.         | Frank Weber (FRG) · Bailón Becerra (BOL) · Colin Abrams (GUY) · 11,55 | 2.       | kiesett                | kiesett    | kiesett              | kiesett  | kiesett              | kiesett                | kiesett      | kiesett              | kiesett              | kiesett  |

Időfutam
| Név               | Versenyszám  | Idő      | Helyezés |
| ----------------- | ------------ | -------- | -------- |
| Nelson Mario Pons | Férfi egyéni | 1:08,351 | 19.      |

## Műugrás
Férfi
| Versenyző      | Versenyszám    | Selejtező | Selejtező | Döntő   | Döntő    |
| Versenyző      | Versenyszám    | Pont      | Helyezés  | Pont    | Helyezés |
| -------------- | -------------- | --------- | --------- | ------- | -------- |
| Abraham Suárez | Egyéni műugrás | 446,82    | 30.       | kiesett | kiesett  |

## Ökölvívás
| Versenyző         | Versenyszám   | Selejtező                 | 32-es főtábla             | Nyolcaddöntő             | Negyeddöntő       | Elődöntő          | Döntő             | Helyezés |
| Versenyző         | Versenyszám   | Ellenfél Eredmény         | Ellenfél Eredmény         | Ellenfél Eredmény        | Ellenfél Eredmény | Ellenfél Eredmény | Ellenfél Eredmény | Helyezés |
| ----------------- | ------------- | ------------------------- | ------------------------- | ------------------------ | ----------------- | ----------------- | ----------------- | -------- |
| Laurensio Mercado | Nagyváltósúly | Emmanuel Quaye (GHA) · KO | Wabanko Banko (COD) · 5:0 | Martin Kitel (SWE) · 2:3 | kiesett           | kiesett           | kiesett           | 9.       |

## Sportlövészet
Férfi
| Versenyző   | Versenyszám | Selejtező | Selejtező | Döntő   | Döntő    |
| Versenyző   | Versenyszám | Pont      | Helyezés  | Pont    | Helyezés |
| ----------- | ----------- | --------- | --------- | ------- | -------- |
| Hugo Romero | Légpuska    | 572       | 45.       | kiesett | kiesett  |

Női
| Versenyző     | Versenyszám | Selejtező | Selejtező | Döntő   | Döntő    |
| Versenyző     | Versenyszám | Pont      | Helyezés  | Pont    | Helyezés |
| ------------- | ----------- | --------- | --------- | ------- | -------- |
| Inés Margraff | Légpisztoly | 351       | 37.       | kiesett | kiesett  |

## Súlyemelés
| Versenyző   | Versenyszám | Szakítás | Szakítás | Lökés                    | Lökés                    | Összesen | Helyezés |
| Versenyző   | Versenyszám | Eredmény | Helyezés | Eredmény                 | Helyezés                 | Összesen | Helyezés |
| ----------- | ----------- | -------- | -------- | ------------------------ | ------------------------ | -------- | -------- |
| Edwin Mata  | 56 kg       | 92,5     | 20.      | 125,0                    | 19.                      | 217,5    | 20.      |
| José García | 60 kg       | 105,0    | 12.      | érvényes kísérlet nélkül | érvényes kísérlet nélkül | kiesett  | kiesett  |
| Jhon Sichel | 82,5 kg     | 125,0    | 17.      | 157,5                    | 15.                      | 282,5    | 15.      |